# Rhyncophoromyia diversa
Rhyncophoromyia diversa är en tvåvingeart som beskrevs av Prado 1976. Rhyncophoromyia diversa ingår i släktet Rhyncophoromyia och familjen puckelflugor. Inga underarter finns listade i Catalogue of Life.